# DripReport
DripReport ist das Pseudonym eines Webvideoproduzenten und zugleich der Name seines Kanals.

## Hintergrund
Der Kanal DripReport wurde am 13. Januar 2019 ins Leben gerufen. Es handelt sich bei seinen Musikvideos meist um eigenwillige Remixes bekannter, meist US-amerikanischer Rap-Songs. Seine populärste Version ist der Billboard Hot 100-Nummer-eins-Hit The Box von Roddy Ricch, die auf YouTube mehr als neun Millionen Views erhielt.
Populär wurde der YouTuber aber auch über die Plattform TikTok. Dort veröffentlichte er auch seinen ersten eigenen Song Skechers über die Plattenfirma Arista Records. Diese erreichte 4,4 Millionen Streams alleine in den Vereinigten Staaten und verkaufte 1000 Downloads in der Veröffentlichungswoche, was ihn in den Emerging Artists Charts von Billboard auf Platz 43 brachte und in den Bubbling Under Hot 100 auf Platz 11.
Das Lied wurde zu einem internationalen Hit und erreichte Chartplatzierungen in nahezu allen Plattenmärkten.

## Diskografie

### Singles
- 2020: Places (DripReport)
- 2020: Skechers (Arista Records, US: Platin)

## Auszeichnungen für Musikverkäufe
| Goldene Schallplatte - Frankreich - 2020: für die Single Skechers Platin-Schallplatte - Kanada - 2022: für die Single Skechers - Mexiko - 2021: für die Single Skechers |

Anmerkung: Auszeichnungen in Ländern aus den Charttabellen bzw. Chartboxen sind in ebendiesen zu finden.
| Land/RegionAuszeichnungen für Musikverkäufe (Land/Region, Auszeichnungen, Verkäufe, Quellen) | Silber  | Gold     | Platin     | Verkäufe  | Quellen         |
| -------------------------------------------------------------------------------------------- | ------- | -------- | ---------- | --------- | --------------- |
| Frankreich (SNEP)                                                                            | —       | Gold1    | —          | 100.000   | snepmusique.com |
| Kanada (MC)                                                                                  | —       | —        | Platin1    | 80.000    | musiccanada.com |
| Mexiko (AMPROFON)                                                                            | —       | —        | Platin1    | 60.000    | amprofon.com.mx |
| Österreich (IFPI)                                                                            | —       | Gold1    | —          | 15.000    | ifpi.at         |
| Vereinigte Staaten (RIAA)                                                                    | —       | —        | Platin1    | 1.000.000 | riaa.com        |
| Vereinigtes Königreich (BPI)                                                                 | Silber1 | —        | —          | 200.000   | bpi.co.uk       |
| Insgesamt                                                                                    | Silber1 | 2× Gold2 | 3× Platin3 |           |                 |